# André Trantoul
André Trantoul foi um ciclista francês que participava em competições de ciclismo de pista. Representou França nos Jogos Olímpicos de Verão de 1928 em Amsterdã, onde terminou em quarto lugar na perseguição por equipes de 4 km.